# Пињатаро Мађоре
Пињатаро Мађоре (итал. Pignataro Maggiore) је насеље у Италији у округу Казерта, региону Кампанија.
Према процени из 2011. у насељу је живело 5783 становника. Насеље се налази на надморској висини од 89 м.

## Становништво
| 1931. | 1936. | 1951. | 1961. | 1971. | 1981. | 1991. | 2001. | 2011. |
| ----- | ----- | ----- | ----- | ----- | ----- | ----- | ----- | ----- |
| 5.110 | 5.248 | 5.626 | 5.947 | 5.537 | 6.112 | 6.491 | 6.485 | 6.230 |